# Astrophytum capricorne
Astrophytum capricorne Britton & Rose, 1922 è una pianta succulenta della famiglia delle Cactacee.

## Descrizione

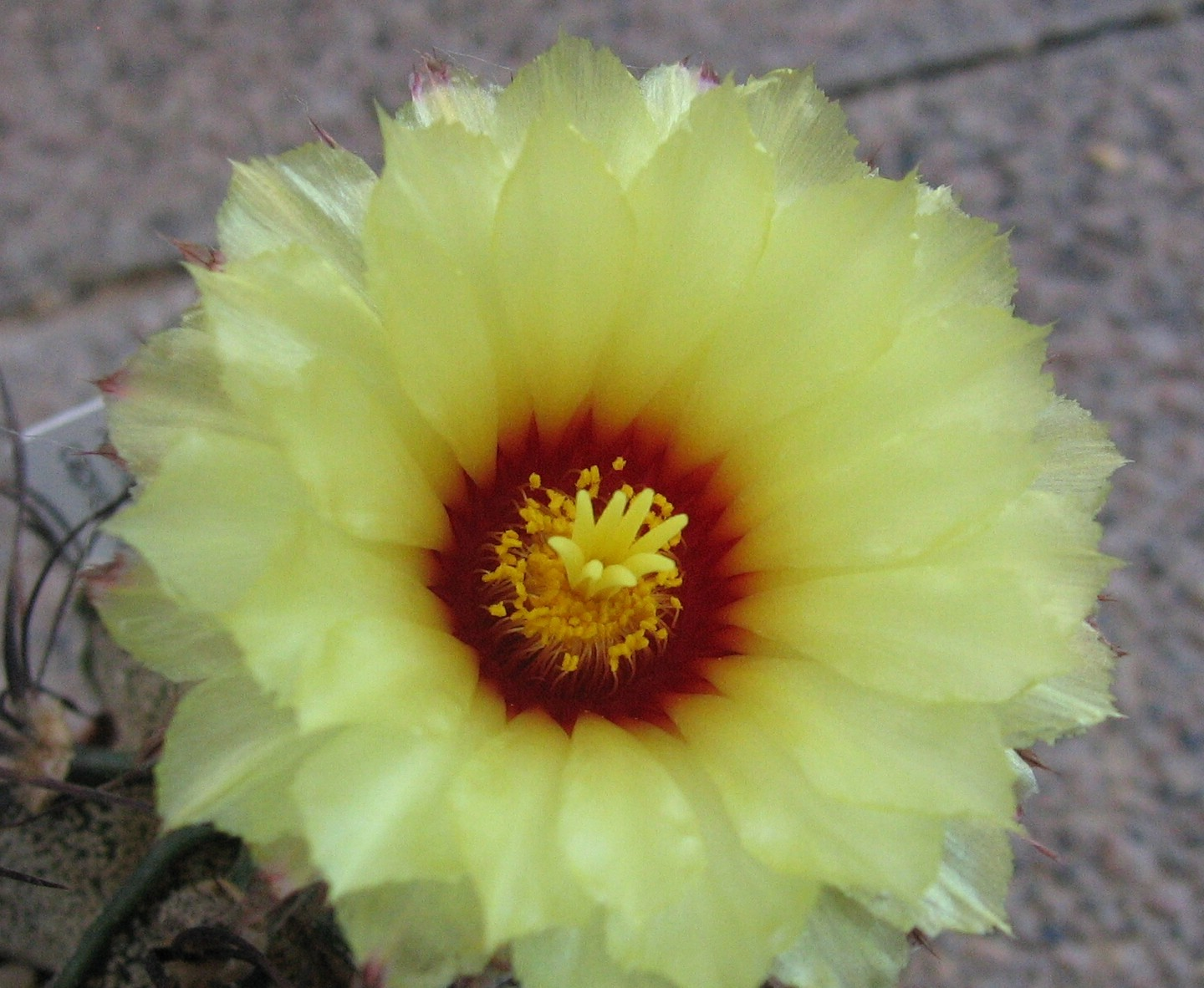
Fiore

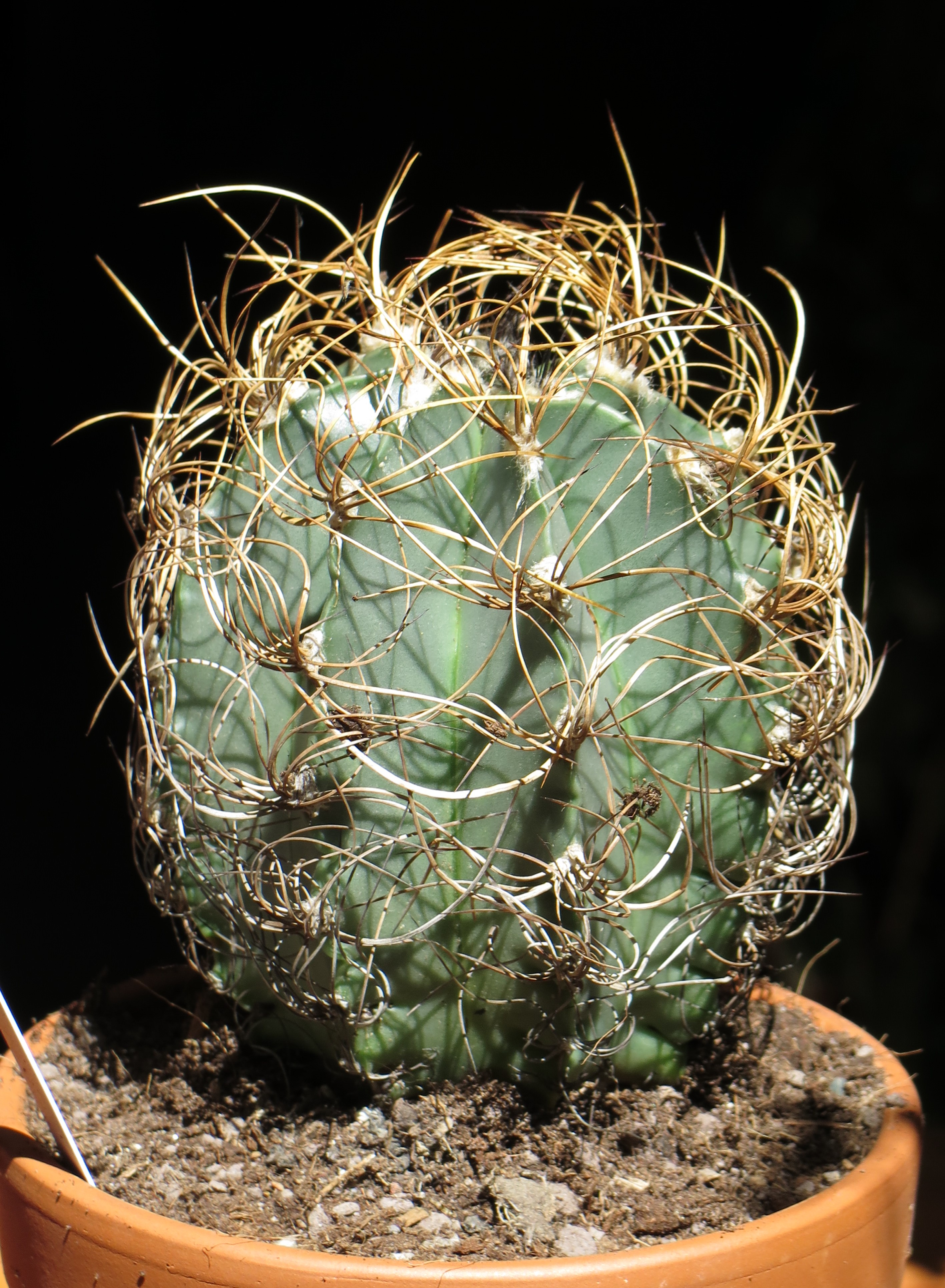
Astrophytum capricorne var. senile aureum

È un cactus globulare, a costole pronunciate e spine larghe e flessibili. I suoi fiori sono grandi, oltre 6 cm di diametro, color giallo brillante con centro rosso.

## Distribuzione e habitat
La pianta è nativa del Messico, cresce abitualmente sui terreni rocciosi.